# 胡笃敬
胡笃敬（1913年6月—2019年10月25日），男，湖南湘潭人，中国植物生理學家，湖南农业大学教授。

## 生平
1913年6月出生于湖南省湘潭县的一个职员家庭。1933年考入武汉大学生物系，1937年毕业后回乡，在湖南省立衡山乡村师范学校任教。1938年进入西南联大农业研究所深造，师承汤佩松教授从事植物激素和矿质营养研究。1940年4月在《科学》杂志发表《植物生长素之利用》等文章。
1940年至1941年在福建农学院担任讲师，1941至1943年在广东文理学院历任副教授、教授，1943至1945年在广东中山大学任教授，后来又增执教湖北农学院、湖南克强学院和湖南大学农业学院。1951年开始在湖南农学院担任教授，历任米丘林生物学教研室主任、植物生理学教研室主任、院务委员会和学术委员会委员。1956年成立湖南省生物学会。
2019年10月25日因病医治无效在湖南农业大学校医院逝世，享年106岁。

## 研究
胡笃敬早期研究中国温带地区橡胶植物杜仲在红土上的生长和产胶问题，后期研究解决钾肥资源问题。
1978年，胡笃敬着手对生物钾肥的研究。经过8年的时间，先后从68种野生植物和栽培植物中筛选出高钾植物12种，并重点对空心莲子草进行了测试。1982至1985年，他把空心莲子草作为生物钾肥施用到水稻生产中，经汉寿、常德、益阳、衡山、长沙等县市的田间试验，增产10%以上，取得了明显的经济效益。这项成果为开辟钾肥肥源找到了新途径。

## 社会活动
胡笃敬1950年在长沙参加了中国民主同盟。从1983年开始，历任中国民主同盟湖南省委委员，常务委员，秘书长，副主委等职务。1985年8月加入中国共产党，1989年被评为全国优秀教师，湖南省教育系统劳动模范。湖南省第四、五、六届人民代表，第五届湖南省政协委员。1987年被选为湖南省第六届政协常务委员。